# Wustrow (powiat Mecklenburgische Seenplatte)
Wustrow (pol. hist. Ostrów) – gmina w Niemczech, w kraju związkowym Meklemburgia-Pomorze Przednie, w powiecie Mecklenburgische Seenplatte, wchodzi w skład  Związku Gmin Mecklenburgische Kleinseenplatte.

## Współpraca
Miejscowość partnerska:
- Hagen am Teutoburger Wald, Dolna Saksonia